# 勒帕莱 (莫尔比昂省)
勒帕莱（法語：Le Palais，法語發音：[lə palɛ]）是法国莫尔比昂省的一个市镇，位于该省南部的贝勒岛上，是该岛人口最多的市镇，属于洛里昂区。

## 地理
勒帕莱（47°20'47"N, 3°9'19"W）面积17.43 平方千米，位于法国布列塔尼大區莫尔比昂省，该省份为法国西北部沿海省份，位于布列塔尼半岛南部，北起阿摩尔滨海省、西接菲尼斯泰尔省，南濒大西洋，东南接大西洋卢瓦尔省，东临伊勒-维莱讷省。
与勒帕莱接壤的市镇（或旧市镇、城区）包括：索宗、洛克马里亚、邦戈尔。

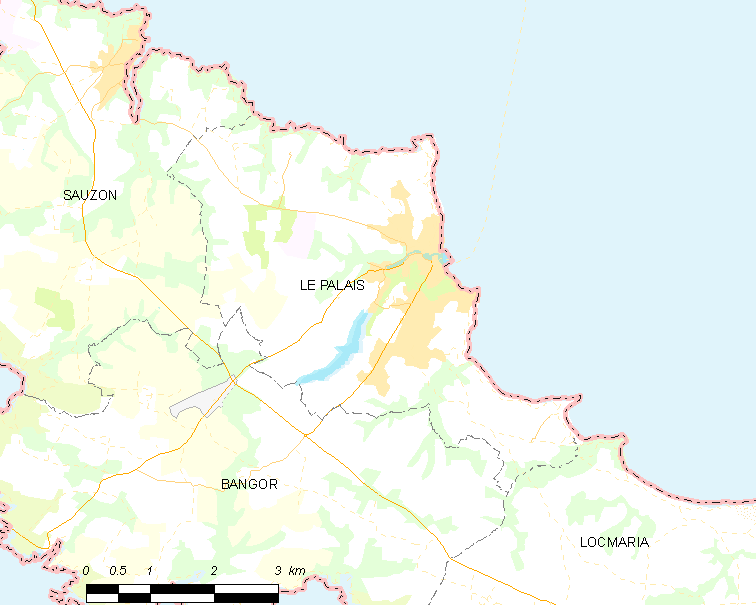
的OSM定位图

勒帕莱的时区为UTC+01:00、UTC+02:00（夏令时）。

## 行政
勒帕莱的邮政编码为56360，INSEE市镇编码为56152。

## 政治
勒帕莱所属的省级选区为基伯龙县。

## 人口

1962-2008年间人口变化图示

勒帕莱于2022年1月1日时的人口数量为2576人。